# Igreja Matriz de Nossa Senhora da Guia
A Igreja Matriz de Nossa Senhora da Guia é um templo católico, construído no ano de 1795  em homenagem à padroeira da cidade. A igreja está localizada na cidade de Mangaratiba, no estado do Rio de Janeiro. É um patrimônio histórico nacional, tombado pelo Instituto do Patrimônio Histórico e Artístico Nacional (IPHAN), na data de 03 de agosto de 1967, sob o processo de nº 773-T-1966.

## História
No ano de 1688, foi construída pelos jesuítas uma capela em homenagem a Nossa Senhora da Guia, padroeira de Mangaratiba. Desde sua construção até o ano de 1729, a capela não possuía assistência religiosa, ficando agregada à capela da Aldeia de Itinga.
No ano de 1764, com a expulsão dos jesuítas do Brasil, a capela passou a ser administrada pelos carmelitas e a capela elevou-se a paróquia. Recebeu o primeiro vigário, Francisco das Chagas Susano e dez anos depois, pelo padre Joaquim da Silva Feijó.
No ano de 1795, a paróquia passou por ampliação, com mão de obra da população da aldeia e teve sua inauguração no ano de 1802.

## Arquitetura
Edificação de planta retangular, com uma porta e duas janelas com verga em arco abatido e um frontão trabalhado em curvas. Em um dos lados da fachada, foi construído uma torre sineira com uma cúpula facetada. A fachada principal foi revestida com azulejos, provavelmente vindos de Portugal. Na parte interna da igreja, a capela mor possui forro em madeira, e no altar há uma imagem de Nossa Senhora da Guia em estilo barroco.